# القاريات

تعديل مصدري - تعديل

القاريات هي إحدى حارات حي أنامر أسفل بمدينة إب اليمنية، بلغ تعداد سكانها 2434 نسمة حسب تعداد اليمن لعام 2004.